# Manzanal de Arriba (kommunhuvudort)
Manzanal de Arriba är en kommunhuvudort i Spanien.   Den ligger i provinsen Provincia de Zamora och regionen Kastilien och Leon, i den nordvästra delen av landet, 290 km nordväst om huvudstaden Madrid. Manzanal de Arriba ligger 891 meter över havet och antalet invånare är 429.
Terrängen runt Manzanal de Arriba är platt åt nordost, men åt sydväst är den kuperad. Runt Manzanal de Arriba är det mycket glesbefolkat, med 4 invånare per kvadratkilometer. Närmaste större samhälle är Puebla de Sanabria, 17,4 km väster om Manzanal de Arriba. 